# SERCOS III
SERCOS (SErial Real-time COmmunication System) — это цифровой интерфейс, оптимизированный для связи между контроллером и преобразователями частоты и использующий волоконно-оптическое кольцо. Разработан в первоначальном виде группой компаний еще в конце 80-х годов прошлого века. Работа в реальном времени достигается при помощи механизма TDMA (Time Division Multiplex Access)-Мультиплексный Доступ с Временным Уплотнением. SERCOS III является последней версией этого интерфейса и базируется на Ethernet.

## Цикл SERCOS III

Стандартный цикл SERCOS III

Связь в сети SERCOS III осуществляется по жестко фиксированным циклическим интервалам. Время цикла определяется пользователем в зависимости от применения, и должно находиться в диапазоне от 31.25 мксек. до 65 мсек. Каждый цикл происходит обмен данными между узлами SERCOS III при помощи телеграмм двух типов: MDT и AT (см. Telegram Types ). После передачи всех MDT и AT, узлы SERCOS III позволяют использовать оставшееся время цикла как NRT (Non real time — не реального времени) канал, который может быть использован для обмена данными с помощью иных форматов, например, таких как IP.
Сеть продолжает быть доступной для передачи данных NRT до момента начала следующего цикла, когда все узлы SERCOS III закрывают обмен по NRT снова. Это является важной отличительной особенностью. SERCOS специально разработан с целью обеспечения открытого доступа ко всем портам для других протоколов между циклическими посылками реального времени. Таким образом, туннелирование не требуются. Благодаря этому обеспечивается преимущество доступности любого из узлов SERCOS III для других протоколов, таких как TCP/IP, независимо от того находится ли SERCOS III в циклическом режиме или нет, и без необходимости в использовании дополнительного оборудования для обработки туннеллирования. Узлы SERCOS установлены на обеспечение буферизации методом сохранения и пересылки не-SERCOS сообщений поступающих в узлы при активной связи в циклическом режиме.